# Johannes Diderik Bierens de Haan

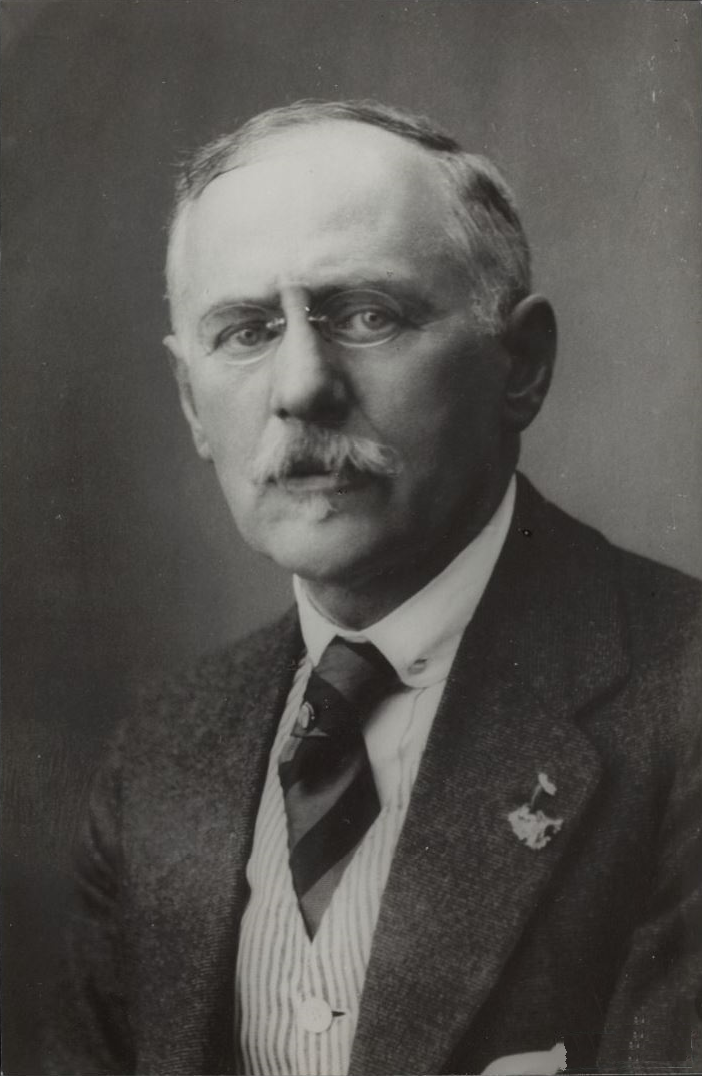
J.D. Bierens de Haan

Johannes Diderik Bierens de Haan (Amsterdam, 14 oktober 1866 - Haarlem, 27 september 1943) was een Nederlands predikant en filosoof.
Bierens de Haan was de zoon van theehandelaar Jan Bierens de Haan en Louise Leonore van Leeuwen en een broer van de bioloog Johan Bierens de Haan. Hij was getrouwd en had 5 kinderen, van wie een jong overleed. Hij volgde in Haarlem het gymnasium. Daarna studeerde hij theologie aan de Universiteit Utrecht. Hij promoveerde vervolgens in 1891 op De beteekenis van Shaftesbury in de Engelsche ethiek.

## Predikant
Na gewerkt te hebben als hervormd predikant te Ootmarsum (Ov.)(1891-1896), Hoogland (1896-1901) en Rozendaal (1901-1906) verliet hij het ambt en vestigde hij zich te Aerdenhout om zich geheel aan de filosofie te wijden.
In 1936 ontving Bierens de Haan een eredoctoraat van de Universiteit van Amsterdam. In 1939 maakte Annie van der Heide-Hemsing een bronzen portretkop van Bierens de Haan, die zich bevindt in de Bijzondere Collecties van de Universiteit van Amsterdam.

## Filosofie
Als filosoof was Bierens de Haan zeer actief. In 1907 richtte hij samen met Louis Grondijs het Algemeen Nederlands Tijdschrift voor Wijsbegeerte op. Zijn filosofie stond onder invloed van Spinoza. Hij doceerde lange tijd aan de door Frederik van Eeden opgerichte Internationale School voor Wijsbegeerte in Leusden. Hij pleitte voor het opnemen van een vak filosofie in het middelbaar onderwijs. 
- Biografisch Portaal: 31437448
- Digitale Bibliotheek voor de Nederlandse Letteren: bier001
- Gemeinsame Normdatei: 132172380
- International Standard Name Identifier: 0000 0000 6687 5900
- Library of Congress Control Number: n2006018961
- Nationale Bibliotheek van Tsjechië: zmp20241231240
- Nationale Bibliotheek van Israël: 987007296789705171
- Nederlandse Thesaurus van Auteursnamen: 068419732
- Système universitaire de documentation: 156863022
- Trove: 1026257
- Virtual International Authority File: 47915616
- WorldCat: E39PBJpJjx97kcWjFFJhwtkVYP